# گائتانو پشه

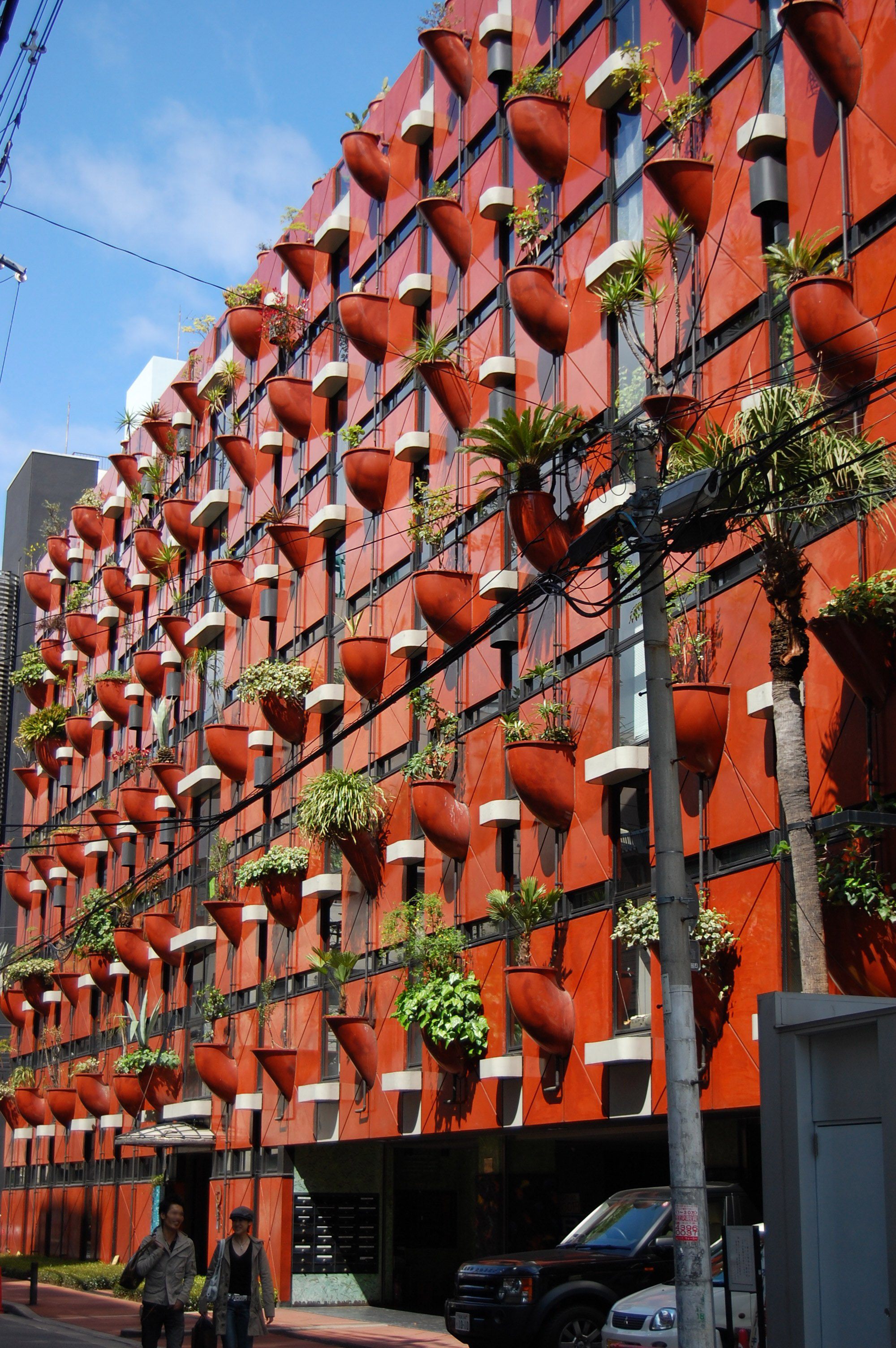
ساختمان ارگانیک - اوساکا

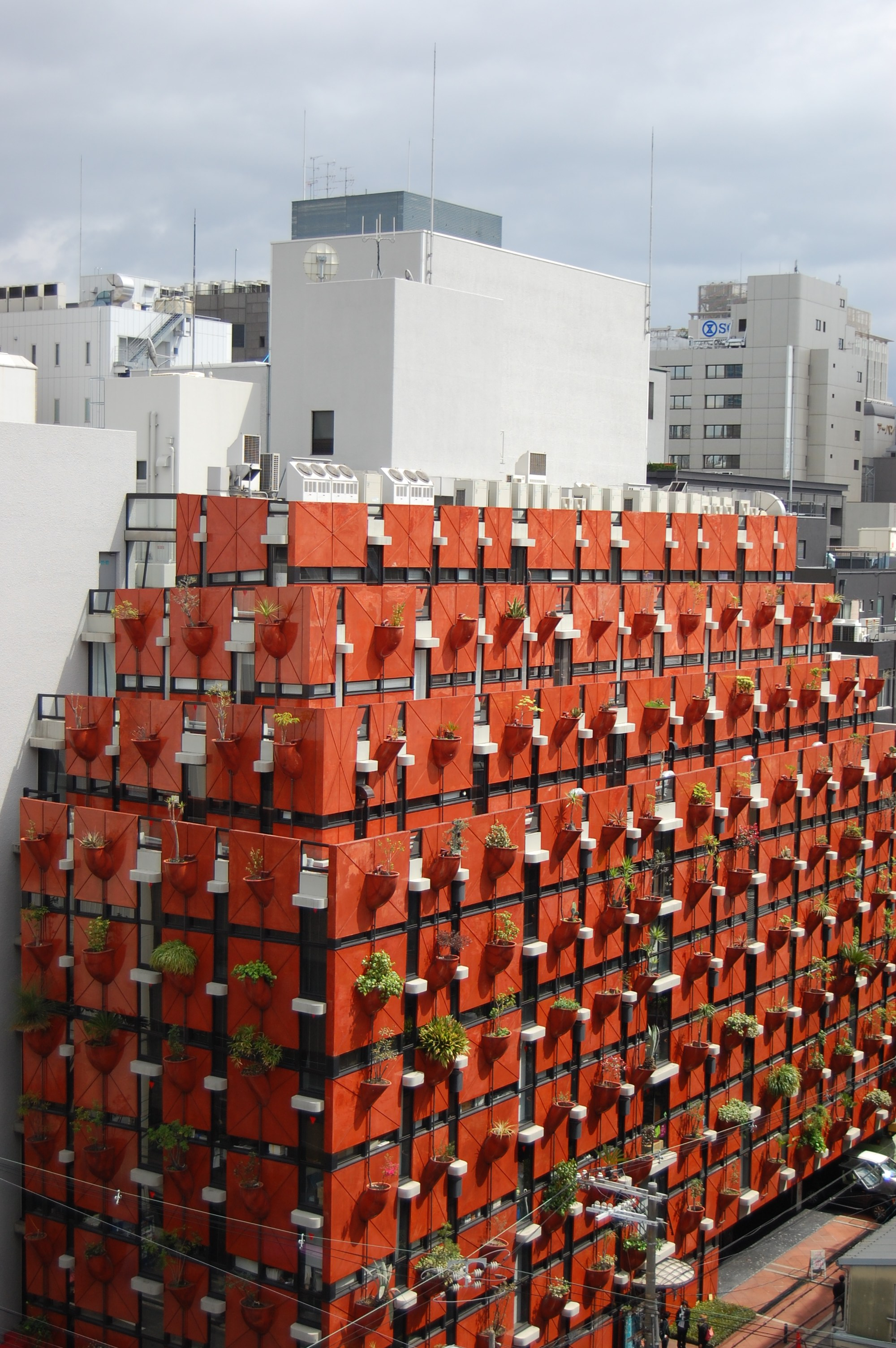
ساختمان ارگانیک (۱۹۹۳ میلادی) در اوساکا

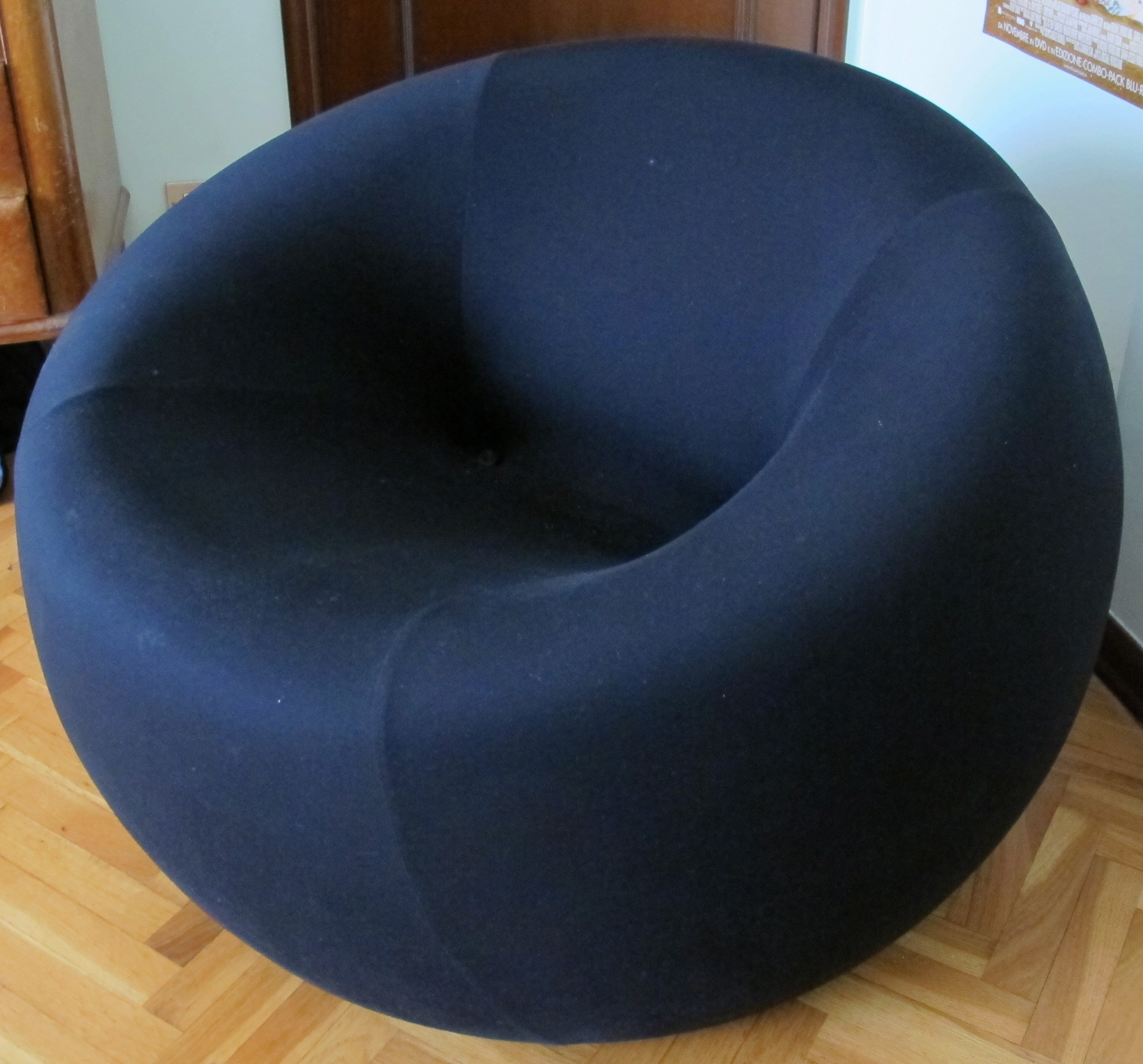
صندلی اوپی۱، طراحی شده برای سی‌اندبی ایتالیا (در حال حاضر بی‌اندبی ایتالیا)، ۱۹۶۹ میلادی

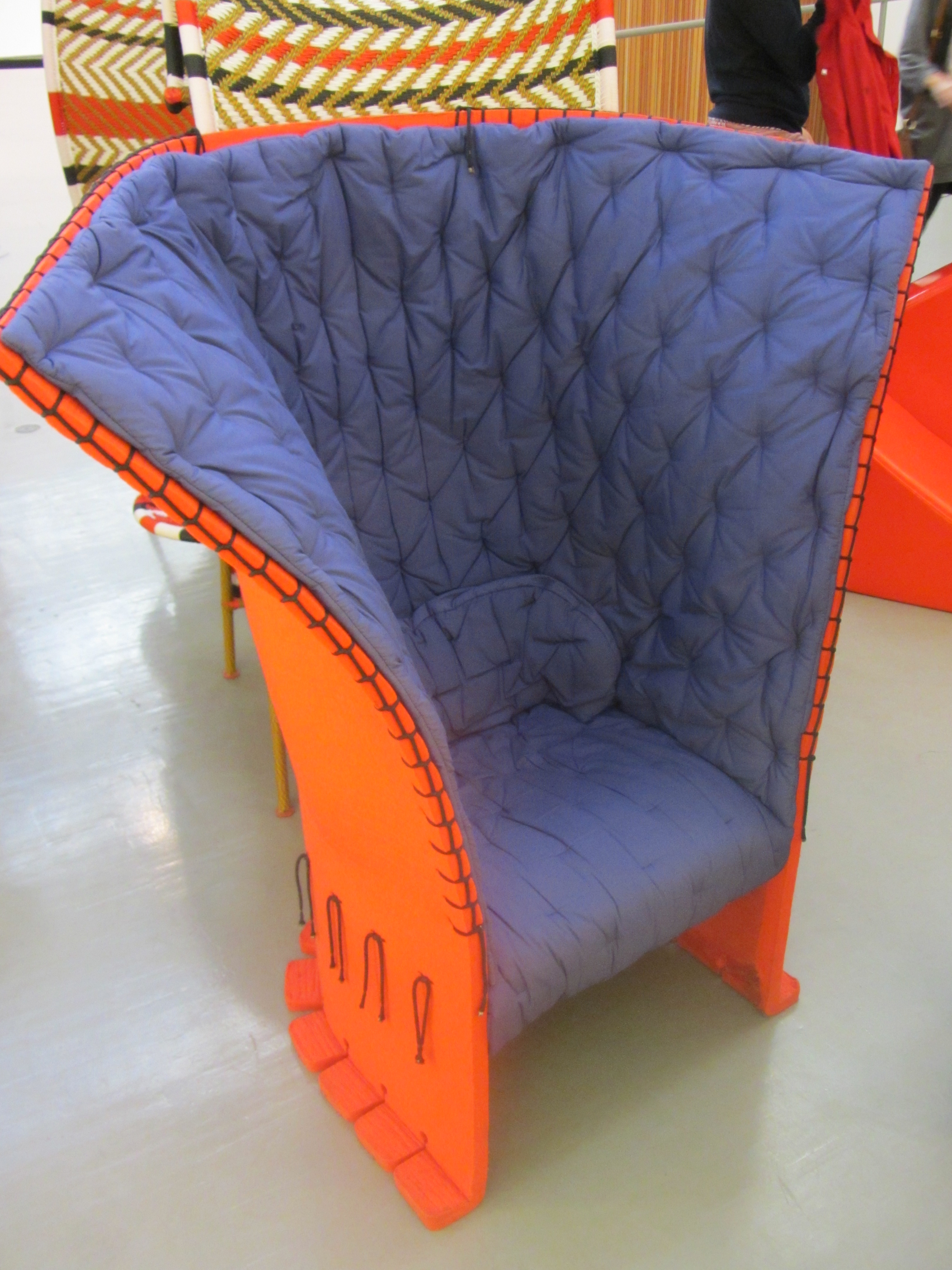
آی فلتری، طراحی شده برای کاسینا (۱۹۸۷ میلادی)

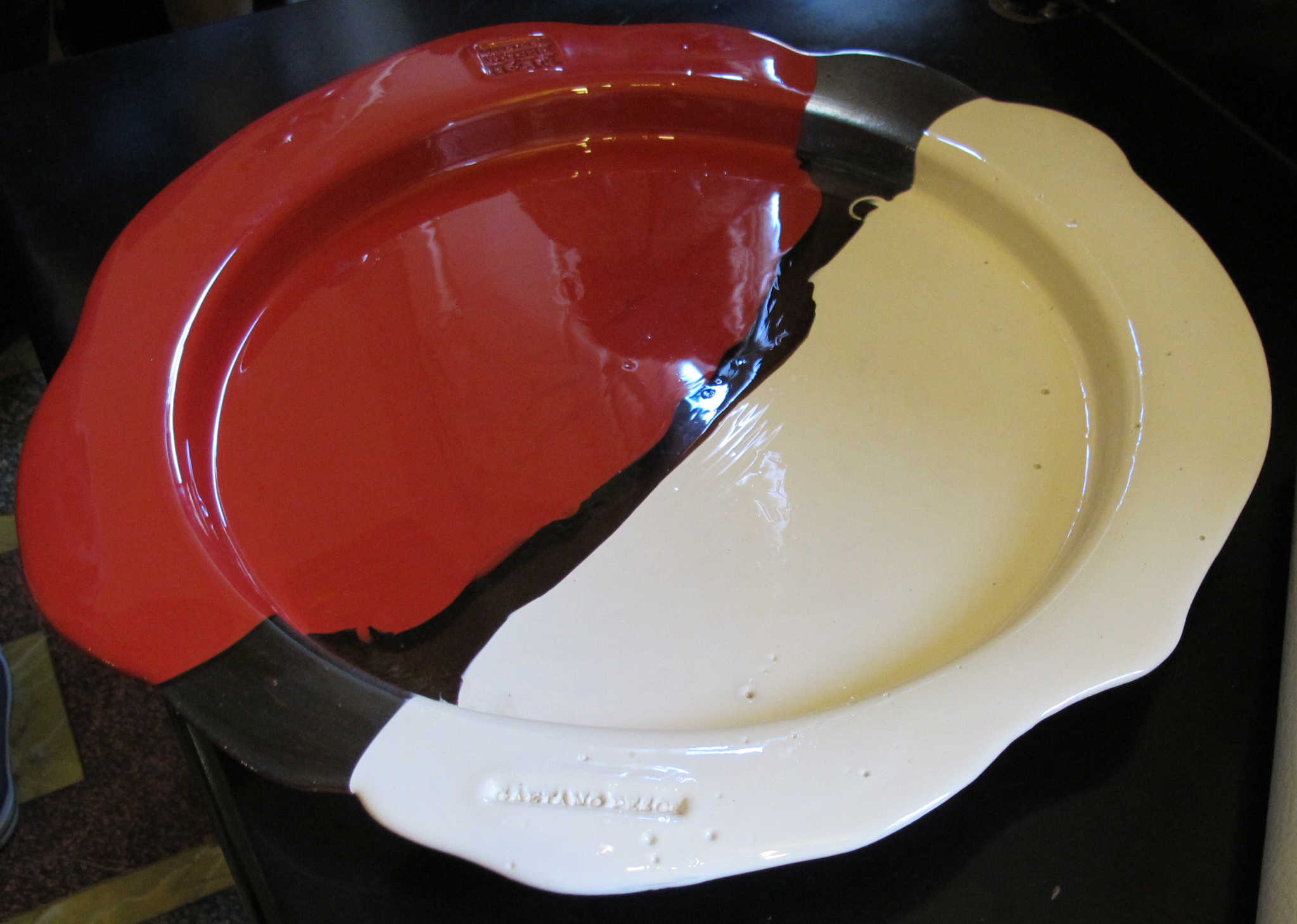
گائتانو پشه، سینی رزین ۰۳

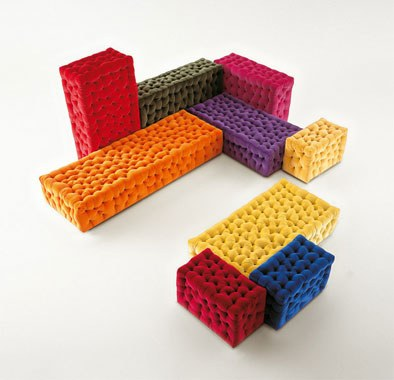
مبل مدولار (۲۰۰۵ میلادی) با الهام از میکتا، یک نان معمولی از میلان

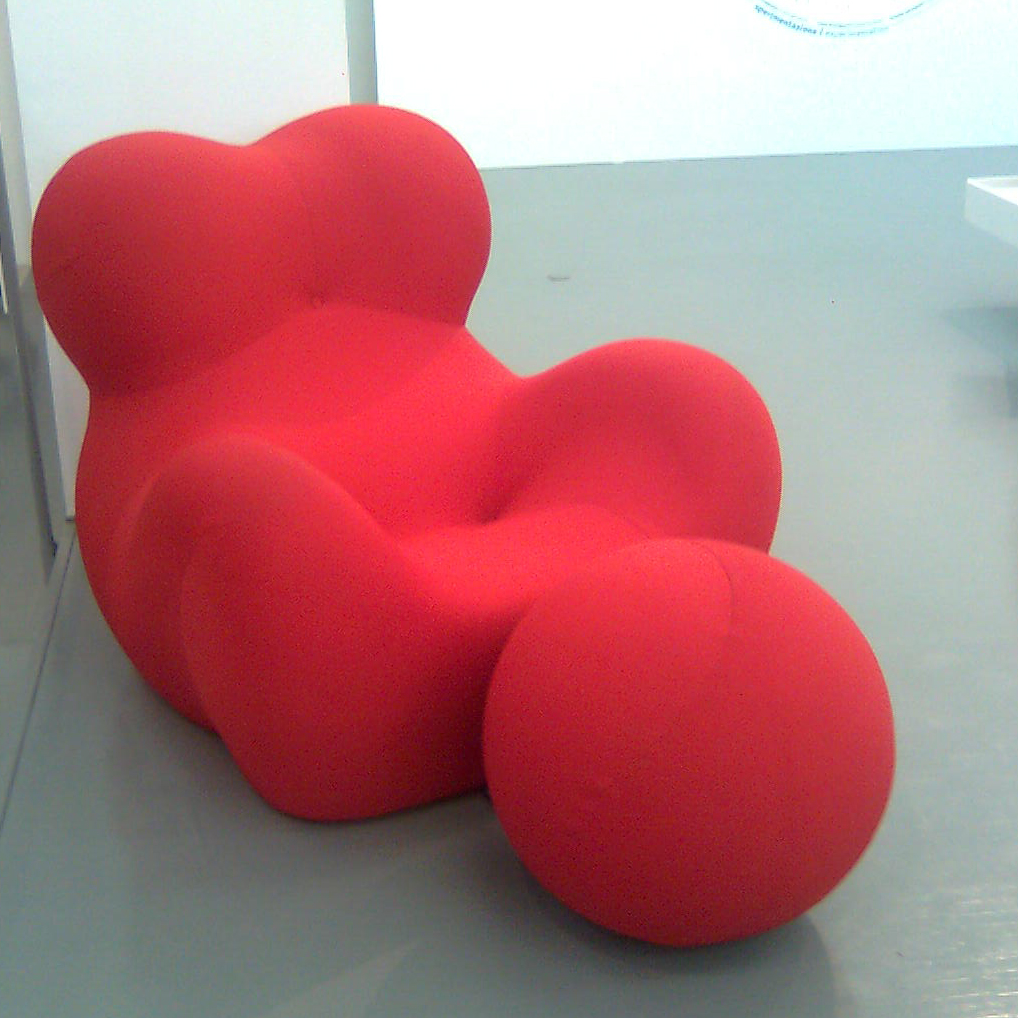
"۰۹ - ایتالیا - تی‌دی‌ام - صندلی راحتی قرمز - سری اوپی (اوپی۵ و اوپی۶) صندلی‌های گائتانو پشه و بی‌اندبی ایتالیا در موزه طراحی تریناله

گائتانو پشه (به ایتالیایی: Gaetano Pesce)؛ (زادهٔ ۸ نوامبر ۱۹۳۹- درگذشتهٔ ۳ آوریل ۲۰۲۴) یک معمار ایتالیایی و از پیشگامان طراحی قرن بیستم بود. پشه در سال ۱۹۳۹ میلادی در لا اسپتزیا به دنیا آمد و در پادووا و فلورانس بزرگ شد. پشه در طول ۵۰ سال زندگی حرفه‌ای خود به عنوان یک معمار، شهرساز و طراح صنعتی کار کرد. دیدگاه او گسترده و انسان‌گرایانه در نظر گرفته می‌شد، و ویژگی کار او استفادۀ خلاقانه از رنگ و مواد، برقراری ارتباط بین فرد و جامعه، از طریق هنر، معماری و طراحی برای ارزیابی مجدد زندگی مدرن اواسط قرن بیستم بود.